# Jakub Petr
Jakub Petr (* 10. April 1990 in Olmütz) ist ein tschechischer Fußballspieler.

## Vereinskarriere
Jakub Petr begann mit dem Fußballspielen bei Sigma Olmütz. Im Alter von 16 Jahren unterschrieb der Stürmer einen Profivertrag, den Sprung in den Profikader schaffte er Anfang 2007.
Petr  debütierte am 5. August 2007 im Spiel gegen Dynamo České Budějovice in der Gambrinus Liga.

## Nationalmannschaft
Petr spielte bisher für die tschechischen Juniorenauswahlmannschaften U16, U17, U18 und U19.